# Заступник коменданта Корпусу морської піхоти США
Заступник коменданта Корпусу морської піхоти США, або буквально асистент коменданта Корпусу морської піхоти США (англ. Assistant Commandant of the Marine Corps, ACMC) — друга найвища офіцерська посада у Корпусі морської піхоти США, як є єдиним заступником коменданта Корпусу морської піхоти. До 1946 року посада була відома як помічник коменданта.
Кандидатура помічника коменданта номінується особисто Президентом Сполучених Штатів і повинна бути затверджена більшістю голосів Сенату. Якщо комендант Корпусу морської піхоти відсутній або не може виконувати свої обов'язки, його обов'язки та відповідальність покладаються на заступника коменданта. З цієї причини заступник коменданта призначається в ранзі, рівному чинному коменданту. З 1971 року кожен заступник коменданта за статутом має ранг чотиризіркового генерала. Крім того, він може виконувати інші обов'язки, покладені на нього Комендантом КМП. Історично заступник коменданта перебуває в посаді терміном два-три роки. В останні десятиліття заступником коменданта часто призначався генерал з числа льотчиків Корпусу морської піхоти. Джеймс Ф. Еймос — перший бойовий пілот, який служив заступником коменданта, а потім став Комендантом Корпусу морської піхоти США.
36-м і поточним заступником коменданта є генерал Ерік М. Сміт, який вступив на посаду 8 жовтня 2021 року.

## Список
В період існування посади помічник коменданта Корпусу морської піхоти, з 29 квітня 1911 по 16 жовтня 1946 року, 19 осіб перебувало на цій посаді, у тому числі п'ятеро, які згодом стали Комендантами КМП: Джон Леджейн, Венделл Кушинг Невілл, Бен Гебард Фуллер, Джон Генрі Рассел і Александер Вандегріфт.

### Помічники коменданта КМП, 1911—1946
| № з/п | Фото | Ранг              | Ім'я                              | Початок терміну   | Кінець терміну    | Термін у посаді |
| ----- | ---- | ----------------- | --------------------------------- | ----------------- | ----------------- | --------------- |
| 1     |      | полковник         | Елі Келлі Коул (1867—1929)        | 29 квітня 1911    | 1 січня 1915      | 3 роки 247 днів |
| 2     |      | бригадний генерал | Джон Леджейн (1867—1942)          | 1 січня 1915      | 10 вересня 1917   | 2 роки 252 дні  |
| 3     |      | бригадний генерал | Чарльз Грант Лонг (1869—1943)     | 11 вересня 1917   | 13 серпня 1920    | 2 роки 337 днів |
| 4     |      | бригадний генерал | Венделл Кушинг Невілл (1870—1930) | 14 серпня 1920    | 11 липня 1923     | 2 роки 331 день |
| 5     |      | генерал-майор     | Логан Феланд (1869—1936)          | 13 липня 1923     | 31 липня 1925     | 2 роки 18 днів  |
| 6     |      | бригадний генерал | Діон Вільямс (1869—1952)          | 1 серпня 1925     | 1 липня 1928      | 2 роки 335 днів |
| 7     |      | бригадний генерал | Бен Гебард Фуллер (1870—1937)     | 2 липня 1928      | 8 липня 1930      | 2 роки 6 днів   |
| 8     |      | бригадний генерал | Джон Твіггс Маєрс (1871—1952)     | 1 серпня 1930     | 1 лютого 1933     | 2 роки 184 дні  |
| 9     |      | бригадний генерал | Джон Генрі Рассел (1872—1947)     | 1 лютого 1933     | 28 лютого 1934    | 1 рік 27 днів   |
| 10    |      | бригадний генерал | Дуглас Макдугал (1876—1964)       | 8 квітня 1934     | 22 квітня 1935    | 1 рік 14 днів   |
| 11    |      | бригадний генерал | Луїс Літтл (1878—1960)            | 22 квітня 1935    | 6 травня 1937     | 2 роки 14 днів  |
| 12    |      | бригадний генерал | Голланд Сміт (1882—1967)          | 1 квітня 1939     | 25 вересня 1939   | 177 днів        |
| 13    |      | бригадний генерал | Александер Вандегріфт (1887—1973) | 1 березня 1940    | 18 листопада 1941 | 1 рік 262 дні   |
| 14    |      | бригадний генерал | Чарльз Додсон Барретт (1885—1943) | 19 листопада 1941 | 12 березня 1942   | 113 днів        |
| 15    |      | бригадний генерал | Ральф Кейзер (1883—1955)          | 28 березня 1942   | 24 травня 1942    | 57 днів         |
| 16    |      | генерал-майор     | Гаррі Шмідт (1886—1968)           | 25 травня 1942    | 1 серпня 1943     | 1 рік 68 днів   |
| 17    |      | генерал-майор     | Келлер Рокі (1888—1970)           | 2 серпня 1943     | 17 січня 1944     | 168 днів        |
| 18    |      | генерал-майор     | ДеВітт Пек (1894—1973)            | 20 січня 1944     | 30 липня 1945     | 1 рік 191 день  |
| 19    |      | генерал-майор     | Аллен Тернадж (1891—1971)         | 1 вересня 1945    | 16 жовтня 1946    | 1 рік 45 днів   |

### Заступники коменданта КМП, 1946—по т.ч.
У 1946 році Конгрес перейменував посаду на заступника коменданта Корпусу морської піхоти, і з того часу цю посаду обіймав 31 чоловік. Генерал-майор Лемюель Шеперд був першим, хто посів цю посаду і згодом став комендантом. Ще шість офіцерів морської піхоти були заступниками коменданта і згодом стали Комендантами КМП: Рендольф Пейт, Леонард Чепмен, Роберт Барроу, Пол Ксав'єр Келлі, Джеймс Еймос і Джозеф Данфорд. Останній до того ж був Головою Об'єднаного комітету начальників штабів.
| № з/п | Фото | Ранг              | Ім'я                              | Початок терміну  | Кінець терміну    | Термін у посаді |
| ----- | ---- | ----------------- | --------------------------------- | ---------------- | ----------------- | --------------- |
| 1     |      | генерал-майор     | Лемюель Шеперд (1896—1990)        | 7 жовтня 1946    | 14 квітня 1948    | 1 рік 190 днів  |
| 2     |      | генерал-майор     | Олівер Принс Сміт (1893—1977)     | 15 квітня 1948   | 19 липня 1950     | 2 роки 95 днів  |
| 3     |      | генерал-лейтенант | Мервін Сільверторн (1896—1985)    | 19 липня 1950    | 1 лютого 1952     | 1 рік 197 днів  |
| 4     |      | генерал-лейтенант | Джеральд Картре Томас (1894—1984) | 8 березня 1952   | 1 липня 1954      | 2 роки 115 днів |
| 5     |      | генерал-лейтенант | Рендольф Пейт (1898—1961)         | 1 липня 1954     | 31 грудня 1955    | 1 рік 183 дні   |
| 6     |      | генерал-лейтенант | Вернон Мегі (1900—1992)           | 1 січня 1956     | 30 листопада 1957 | 1 рік 333 дні   |
| 7     |      | генерал-лейтенант | Верн Маккол (1903—1968)           | 1 грудня 1957    | 31 грудня 1959    | 2 роки 30 днів  |
| 8     |      | генерал-лейтенант | Джон Кальвін Манн (1906—1986)     | 1 січня 1960     | 31 березня 1963   | 3 роки 89 днів  |
| 9     |      | генерал-лейтенант | Чарльз Гарольд Хейс (1906—1995)   | 1 квітня 1963    | 30 червня 1965    | 2 роки 90 днів  |
| 10    |      | генерал-лейтенант | Річард Мангрум (1906—1985)        | 1 липня 1965     | 30 червня 1967    | 1 рік 364 дні   |
| 11    |      | генерал-лейтенант | Леонард Чепмен (1913—2000)        | 1 липня 1967     | 31 грудня 1967    | 183 дні         |
| 12    |      | генерал           | Льюїс Волт (1913—1989)            | 1 січня 1968     | 29 січня 1971     | 3 роки 28 днів  |
| 13    |      | генерал           | Кейт Маккатчеон (1915—1971)       | 30 січня 1971    | 11 березня 1971   | 40 днів         |
| 14    |      | генерал           | Реймонд Девіс (1915—2003)         | 12 березня 1971  | 30 березня 1972   | 1 рік 18 днів   |
| 15    |      | генерал           | Ерл Едвард Андерсон (1919—2015)   | 1 квітня 1972    | 30 червня 1975    | 3 роки 91 день  |
| 16    |      | генерал           | Семуел Яскілка (1919—2012)        | 1 липня 1975     | 30 червня 1978    | 2 роки 364 дні  |
| 17    |      | генерал           | Роберт Барроу (1922—2008)         | 1 липня 1978     | 30 липня 1979     | 1 рік 29 днів   |
| 18    |      | генерал           | Кеннет Макленнан (1925—2005)      | 1 липня 1979     | 30 липня 1981     | 2 роки 29 днів  |
| 19    |      | генерал           | Пол Ксав'єр Келлі (1928—2019)     | 1 липня 1981     | 30 червня 1983    | 1 рік 364 дні   |
| 20    |      | генерал           | Джон Керрі Девіс (1927—2019)      | 1 липня 1983     | 31 травня 1986    | 2 роки 334 дні  |
| 21    |      | генерал           | Томас Роуленд Морган (нар. 1930)  | 1 червня 1986    | 30 червня 1988    | 2 роки 29 днів  |
| 22    |      | генерал           | Джозеф Вент (нар. 1930)           | 1 липня 1988     | 31 липня 1990     | 2 роки 30 днів  |
| 23    |      | генерал           | Джон Дейлі (нар. 1934)            | 1 серпня 1990    | 31 серпня 1992    | 2 роки 30 днів  |
| 24    |      | генерал           | Волтер Бумер (нар. 1938)          | 1 вересня 1992   | 14 липня 1994     | 1 рік 316 днів  |
| 25    |      | генерал           | Річард Гірні (нар. 1939)          | 15 липня 1994    | 26 вересня 1996   | 2 роки 73 дні   |
| 26    |      | генерал           | Річард Ніл (нар. 1942)            | 27 вересня 1996  | 4 вересня 1998    | 1 рік 342 дні   |
| 27    |      | генерал           | Терренс Дейк (нар. 1944)          | 5 вересня 1998   | 7 вересня 2000    | 2 роки 2 дні    |
| 28    |      | генерал           | Майкл Джоел Вільямс (нар. 1943)   | 8 вересня 2000   | 9 вересня 2002    | 2 роки 1 день   |
| 29    |      | генерал           | Вільям Найленд (нар. 1946)        | 10 вересня 2002  | 7 вересня 2005    | 2 роки 362 дні  |
| 30    |      | генерал           | Роберт Магнус (нар. 1947)         | 8 вересня 2005   | 2 липня 2008      | 2 роки 298 днів |
| 31    |      | генерал           | Джеймс Еймос (нар. 1946)          | 3 липня 2008     | 22 жовтня 2010    | 2 роки 111 днів |
| 32    |      | генерал           | Джозеф Данфорд (нар. 1955)        | 23 жовтня 2010   | 15 грудня 2012    | 2 роки 53 дні   |
| 33    |      | генерал           | Джон Пекстон (нар. 1951)          | 15 грудня 2012   | 2 серпня 2016     | 3 роки 231 день |
| 34    |      | генерал           | Гленн Майкл Волтерс (нар. 1957)   | 2 серпня 2016    | 2 жовтня 2018     | 2 роки 61 день  |
| 35    |      | генерал           | Гері Томас (нар. 1962)            | 4 жовтня 2018    | 7 жовтня 2021     | 3 роки 3 дні    |
| 36    |      | генерал           | Ерік Сміт (нар. 1965)             | 8 жовтня 2021    | 3 листопада 2023  |                 |
| 37    |      | генерал           | Крістофер Махоні (нар. ?)         | 3 листопада 2023 | в посаді          |                 |